# Тыменецка, Анна-Тереза
Анна-Тереса Тыменецкая (англ. Anna-Teresa Tymieniecka; 23 февраля 1923 — 7 июня 2014) — американский философ польского происхождения, одна из известных феномеонологов современности, учредитель и президент Всемирного Феноменологического Института (The World Phenomenology Institute), редактор публикуемой издательством Шпрингер серии книг (опубликовано более 100 томов) «Analecta Husserliana».

## Биография

### Образование и педагогическая деятельность
Анна-Тереза Тыменецка родилась 23 февраля 1923 года в северном польском городке Мариенфлис в семье польско-французского аристократа. Её знакомство с философией началось ещё в раннем возрасте. В этот период она знакомится с фундаментальным трудом основателя Львовско-варшавской философской школы Казимежа Твардовского «К учению о содержании и предмете представлений» («Zur Lehre vom Inhalt und Gegenstand der Vorstellungen», 1894), а также с произведениями Платона и Бергсона. Интерес к философии последнего у неё пробудила мать, Мария-Лудвика де Ланваль Тыменецка.
После Второй мировой войны Анна-Тереза Тыменецка начинает систематически заниматься философией в Ягеллонском университете (Краков) под руководством Романа Ингардена — ученика таких выдающихся мыслителей, как Казимеж Твардовский и Эдмунд Гуссерль. Одновременно Тыменецка получает образование в Краковской академии искусств.
Выполнив университетскую программу за два года, Анна-Тереза Тыменецка уезжает в Швейцарию, где продолжает учёбу в Университете Фрибура под руководством другого известного польского философа и логика, Юзефа Бохеньского. Докторская диссертация Анны-Терезы Тыменецкой посвящена исследованию основ феноменологии в философском творчестве Николая Гартмана и Романа Ингардена. Позднее она была опубликована в виде книги «Сущность и существование» («Essence et existence», 1957). В 1951 г. в университете Сорбонны Тыменецка получает вторую докторскую степень — по французской философии и литературе.
В 1952—1953 гг. Анна-Тереза Тыменецка в Европейском колледже (College of d’Europe) (Брюгге, Бельгия) проводит исследования по социальным и политическим наукам. С этого периода она начинает активную деятельность в новом направлении в философии. Развиваемая ею феноменологическая установка отличалась как от феноменологии Гуссерля, так и от феноменологии Ингардена.
В 1956 г. Анна-Тереза Тыменецка выходит замуж за профессора Хендрика Хаутаккера — видного американского экономиста, профессора Стэнфордского (1954—1960) и Гарвардского (1960—2008) университетов, советника президента США Ричарда Никсона по экономическим вопросам в 1969—1971 гг.
В 1955—1956 гг. Анна-Тереза Тыменецка преподаёт в Орегонском колледже, а с 1957 г. — в Университете Пенсильвании. В 1961—1966 гг. Анна-Тереза Тыменецка работает в Институте Независимых Исследований при колледже Радклиф (Radcliff), а в 1972-73 гг. занимает должность профессора философии в университете Святого Иоанна (St.John’s University).

## Создание феноменологических обществ и Всемирного Феноменологического Института
Анна-Тереза Тыменецка учредила: в 1969 г. — Международное Общество Гуссерля и Феноменологических Исследований (Husserl and Phenomenological Research Society); в 1974 г. Международное Феноменологическое и Литературное Общество (International Society for Phenomenology and Literature); в 1976 г. Международное Общество феноменологии и гуманитарных наук (International Society for Phenomenology and the Human Sciences); в 1993 г. — Международное Общество феноменологии, Эстетики и Искусства (International Society of Phenomenology, Aesthetics, and Fine Arts); 1995 г. — Иберо-американское общество по феноменологии (Sociedad Ibero-Americana de Fenomenologia). На основе первых трёх обществ она создала Всемирный Институт по высшим феноменологическим Знаниям и Исследованиям (World Institute for Advanced Phenomenological Research and Learning), который затем был переименован во Всемирный Феноменологический Институт (The World Phenomenology Institute). Инициатива по созданию данного института была поддержана многими философами, в частности, Р.Ингарденом (Roman Ingarden), Э.Левинасом (Emmanuel Levinas), П.Рикером (Paul Ricoeur), Г.Гадамером (Hans-Georg Gadamer), а также директором архива Гуссерля Г. Л.ван Бредой (Herman Leo Van Breda). С момента создания до смерти Анна-Тереза Тыменецка являлась постоянным президентом данного института, организовывая в этом качестве в различных уголках света международные и всемирные конгрессы, конференции и симпозиумы по феноменологии.

## Аналекта Гуссерлиана
С целью развития идей Э.Гуссерля и распространения феноменологических исследований Анна-Тереза Тыменецка с 1968 г. издала под собственным редакторством серию книг «Аналекта Гуссерлиана — Ежегодник Феноменологических Исследований» (Analecta Husserliana: The Yearbook of Phenomenological Research). Это — своего рода продолжение «Ежегодника по философии и феноменологическим исследованиям» (Jahrbuch für Philosophie und Phänomenologische Forschung), редактором которого был сам Гуссерль. Поэтому основные темы данной серии связаны с человеком и образом жизни человека. Неслучайно эти темы входили в круг интересов самой Анны-Терезы Тыменецка. Наряду с этим Всемирный Феноменологический Институт публикует журнал «Феноменологические Исследования» (Phenomenological Inquiry). Анна-Тереза Тыменецка являлась также редактором серии книг «Исламская философия и западная феноменология в диалоге» (Islamic Philosophy and Occidental Phenomenology in Dialogue), выпускаемой издательством Шпрингер (ранее — Академическое Издательство Клувер) (совместно с Гуламрза Авани и Надир Эль-Бизри).

## Избранные произведения
- Tymieniecka, A.-T. Essence et existence: Étude à propos de la philosophie de Roman Ingarden et Nicolai Hartmann. (Paris: Aubier, Éditions Montaigne, 1957).
- Tymieniecka, A.-T. For Roman Ingarden; nine essays in phenomenology. (’s-Gravenhage: M.Nijhoff, 1959), viii + 179 p.
- Tymieniecka, A.-T. Phenomenology and science in contemporary European thought. With a foreword by I. M. Bochenski. ([New York]: Farrar, Straus and Cudahy, 1962), xxii + 198 p.
- Tymieniecka, A.-T. Leibniz’ cosmological synthesis. (Assen: Van Gorcum, 1964), 207 p.
- Tymieniecka, A.-T. Why is there something rather than nothing? Prolegomena to the phenomenology of cosmic creation. (Assen: Van Gorcum & Comp., 1966), 168 p.
- Tymieniecka, A.-T. Éros et Logos. (Paris: Beatrice-Nauwelaerts, 1972), 127 p.
- Tymieniecka, A.-T. Logos and Life. (Dordrecht; Boston: Kluwer Academic, 1987—2000, 4 vols.).